# Roquetaillade-et-Conilhac
Roquetaillade-et-Conilhac est une commune française, située dans le département de l'Aude en région Occitanie.
Roquetaillade-et-Conilhac est une commune rurale qui compte 269 habitants en 2022. Elle fait partie de l'aire d'attraction de Limoux. Ses habitants sont appelés les Roquetailladois et Conilhaciens.

## Géographie

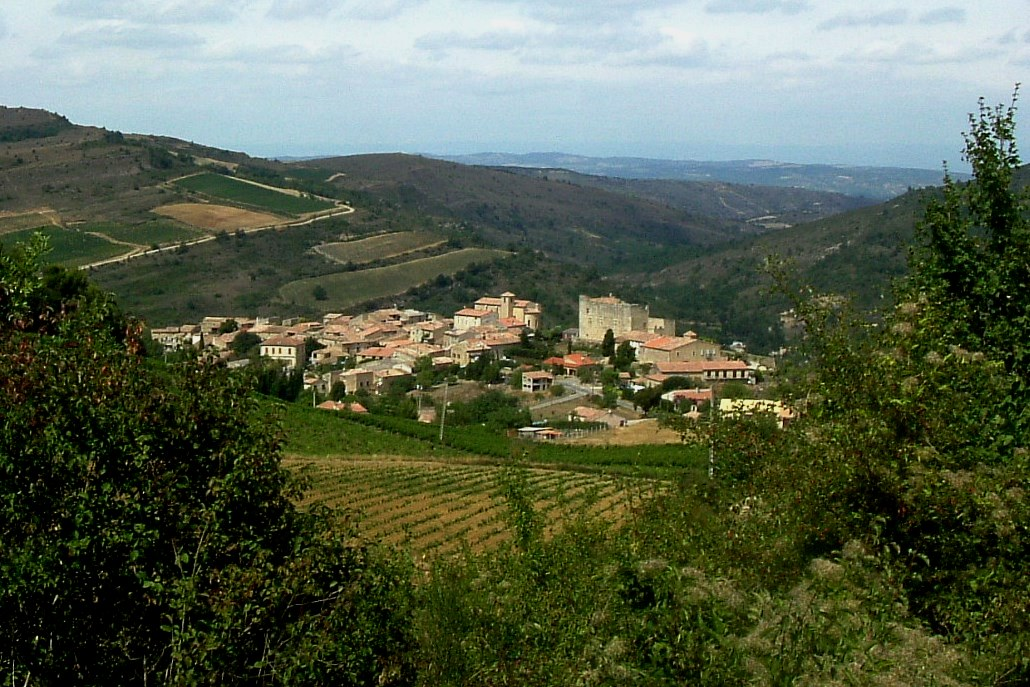
Roquetaillade.
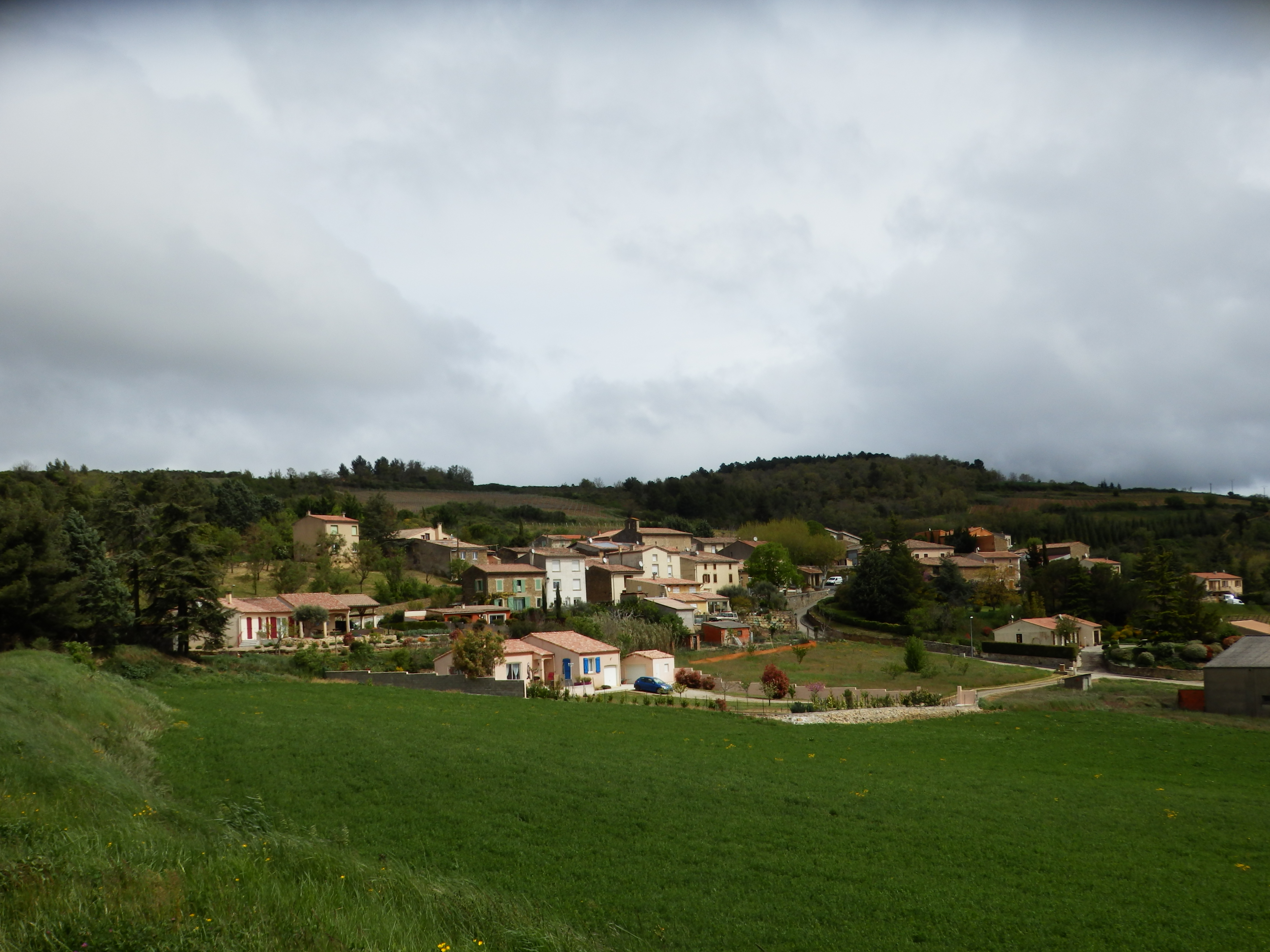
Vue de Conilhac-de-la-Montagne.
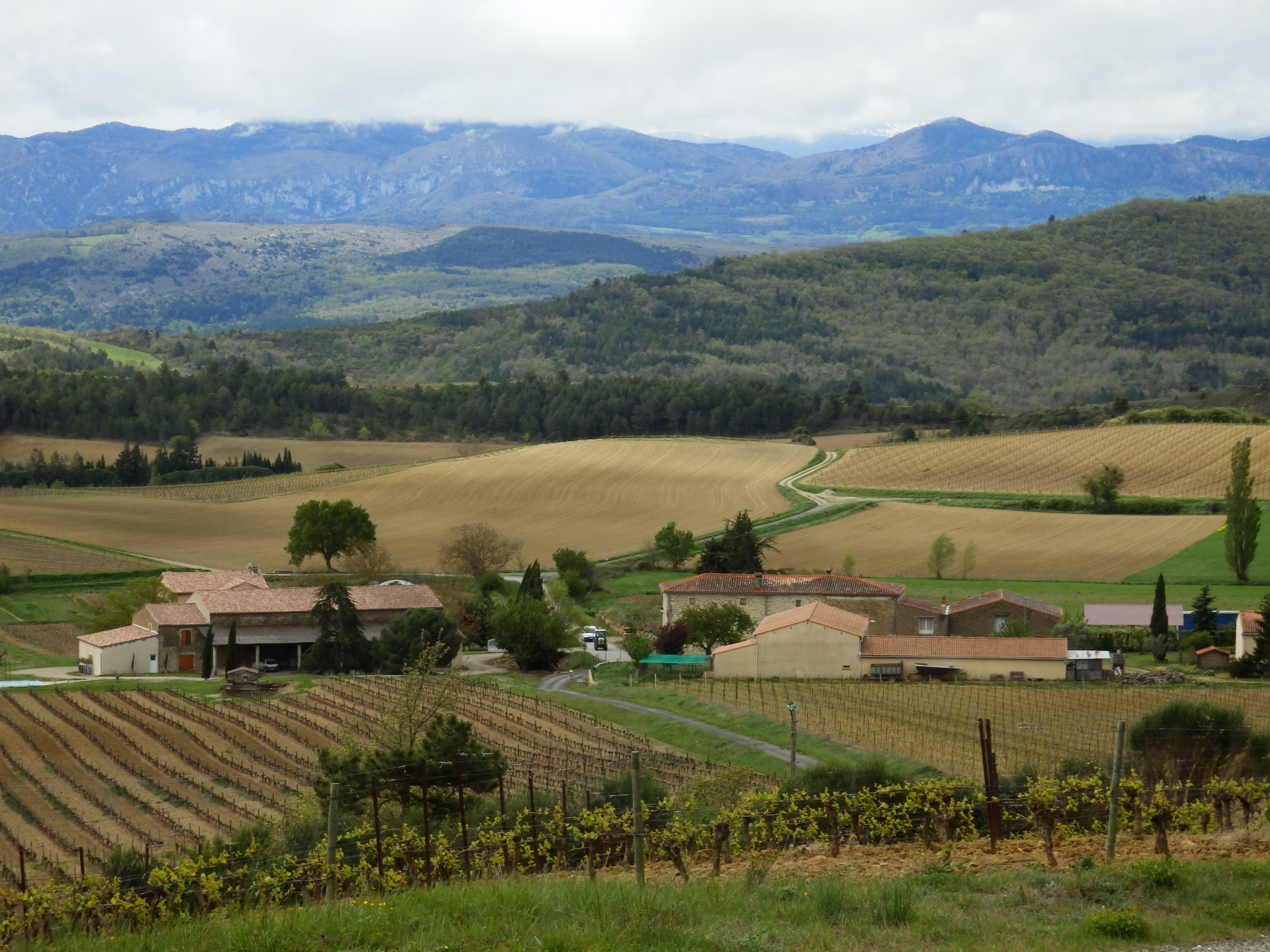
Paysage et bâtiments à proximité de Conilhac-de-la-Montagne.
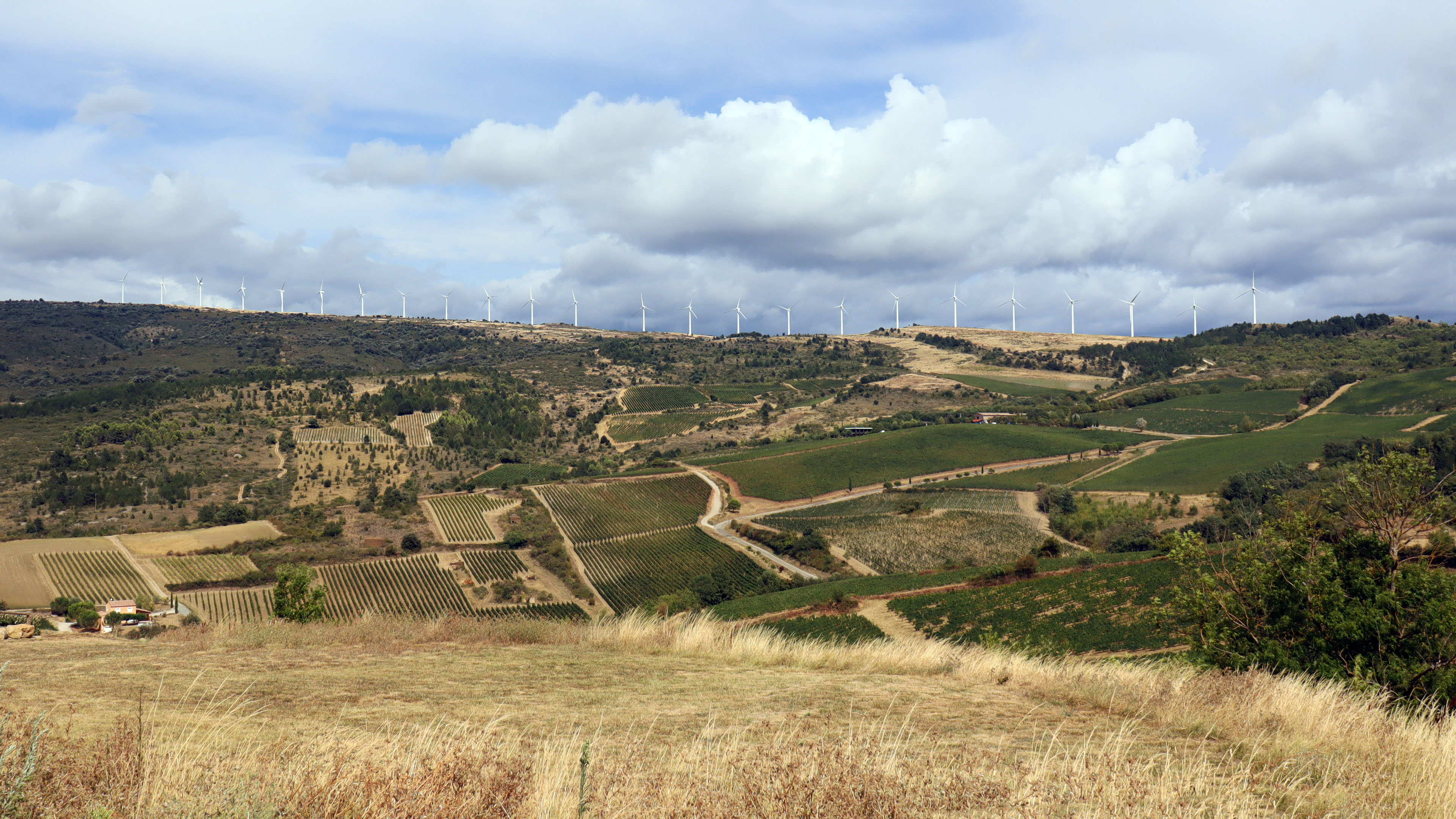
Eoliennes du pic de Brau

### Communes limitrophes
Les communes limitrophes sont  Alet-les-Bains, Antugnac, Bouriège, La Serpent, Magrie et Tourreilles.
| Tourreilles | Magrie                    |                |
| Bouriège    | Roquetaillade-et-Conilhac | Alet-les-Bains |
| La Serpent  | Antugnac                  |                |

### Hydrographie
La commune est dans la région hydrographique « Côtiers méditerranéens », au sein du bassin hydrographique Rhône-Méditerranée-Corse. Elle est drainée par la Corneilla, Rec de l'Arjalaga, le ruisseau d'Aigues Caudes, le ruisseau de Las Fournes, le ruisseau de Rabouillet, le ruisseau du Bac de Brau et le ruisseau du Causse, qui constituent un réseau hydrographique de 15 km de longueur totale,.
La Corneilla, d'une longueur totale de 21,6 km, prend sa source dans la commune de Festes-et-Saint-André et s'écoule du sud-ouest vers le nord-est. Elle traverse la commune et se jette dans l'Aude à Cournanel, après avoir traversé 6 communes.

### Climat
Pour des articles plus généraux, voir Climat de l'Occitanie et Climat de l'Aude.
En 2010, le climat de la commune est de type climat méditerranéen altéré, selon une étude s'appuyant sur une série de données couvrant la période 1971-2000. En 2020, Météo-France publie une typologie des climats de la France métropolitaine dans laquelle la commune est exposée à un climat de montagne ou de marges de montagne et est dans la région climatique  Pyrénées orientales, caractérisée par une faible pluviométrie, un très bon ensoleillement (2 600 h/an), un air sec, particulièrement en hiver et peu de brouillards.
Pour la période 1971-2000, la température annuelle moyenne est de 12,7 °C, avec  une amplitude thermique annuelle de 15,4 °C. Le cumul annuel moyen de précipitations est de 852 mm, avec 10,5 jours de précipitations en janvier et 5,2 jours en juillet. Pour la période 1991-2020 la température moyenne annuelle observée sur la station météorologique la plus proche, située sur la commune de Limoux à 7 km à vol d'oiseau, est de 13,6 °C et le cumul annuel moyen de précipitations est de 666,0 mm,. Pour l'avenir, les paramètres climatiques de la commune estimés pour 2050 selon différents scénarios d’émission de gaz à effet de serre sont consultables sur un site dédié publié par Météo-France en novembre 2022.

## Urbanisme

### Typologie
Au 1er janvier 2024, Roquetaillade-et-Conilhac est catégorisée commune rurale à habitat dispersé, selon la nouvelle grille communale de densité à 7 niveaux définie par l'Insee en 2022.
Elle est située hors unité urbaine. Par ailleurs la commune fait partie de l'aire d'attraction de Limoux, dont elle est une commune de la couronne,. Cette aire, qui regroupe 39 communes, est catégorisée dans les aires de moins de 50 000 habitants,.

### Risques majeurs
Le territoire de la commune de Roquetaillade-et-Conilhac est vulnérable à différents aléas naturels : météorologiques (tempête, orage, neige, grand froid, canicule ou sécheresse), feux de forêts et séisme (sismicité faible). Un site publié par le BRGM permet d'évaluer simplement et rapidement les risques d'un bien localisé soit par son adresse soit par le numéro de sa parcelle.

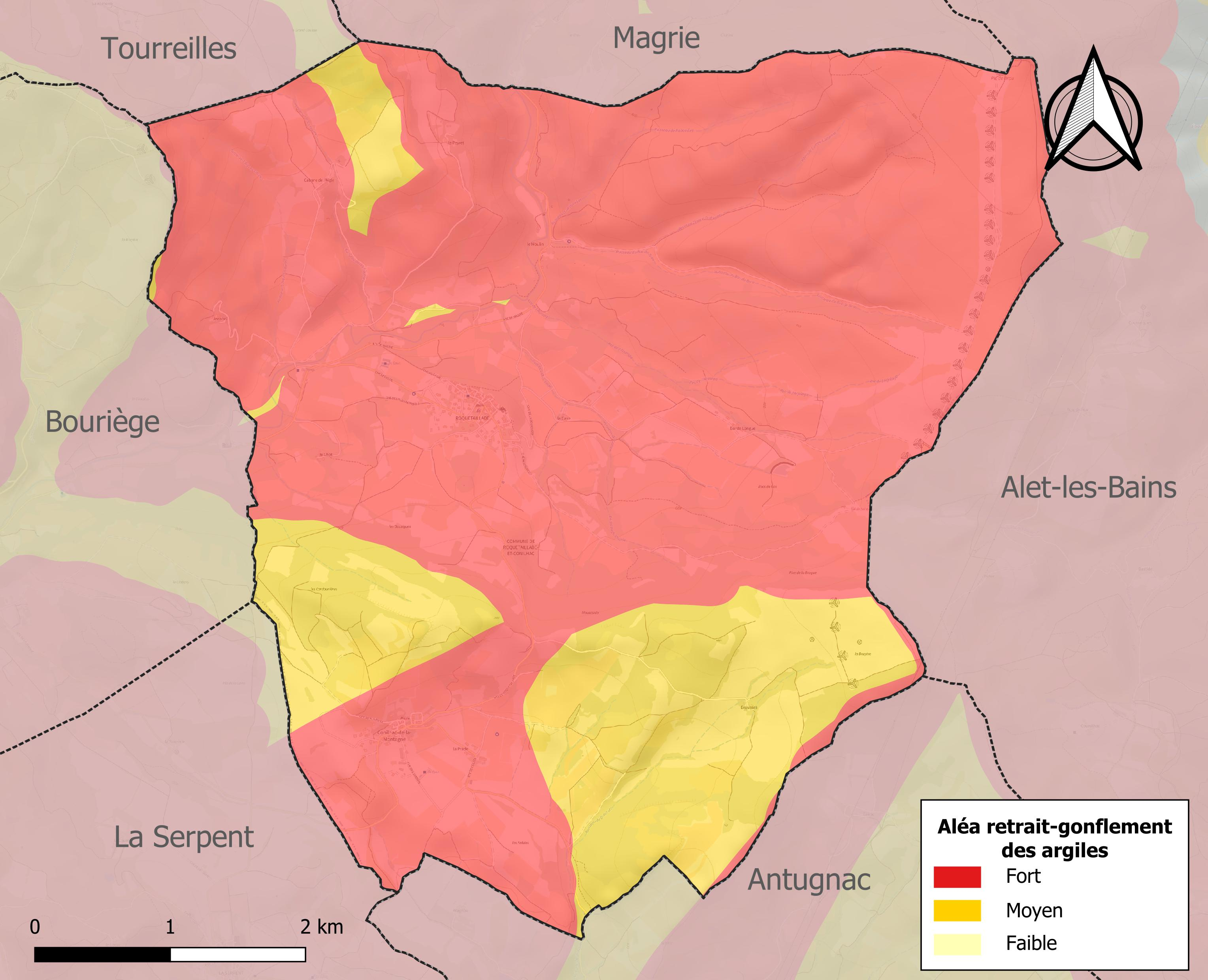
Carte des zones d'aléa retrait-gonflement des sols argileux de Roquetaillade-et-Conilhac.

Le retrait-gonflement des sols argileux est susceptible d'engendrer des dommages importants aux bâtiments en cas d’alternance de périodes de sécheresse et de pluie. La totalité de la commune est en aléa moyen ou fort (75,2 % au niveau départemental et 48,5 % au niveau national). Sur les 189 bâtiments dénombrés sur la commune en 2019, 189 sont en aléa moyen ou fort, soit 100 %, à comparer aux 94 % au niveau départemental et 54 % au niveau national. Une cartographie de l'exposition du territoire national au retrait gonflement des sols argileux est disponible sur le site du BRGM,.

## Histoire
La commune nouvelle est créée à compter du 1er janvier 2019, par arrêté du préfet de l'Aude en date du 5 décembre 2018. Elle résulte de la fusion des communes de Conilhac-de-la-Montagne et de Roquetaillade.

## Politique et administration

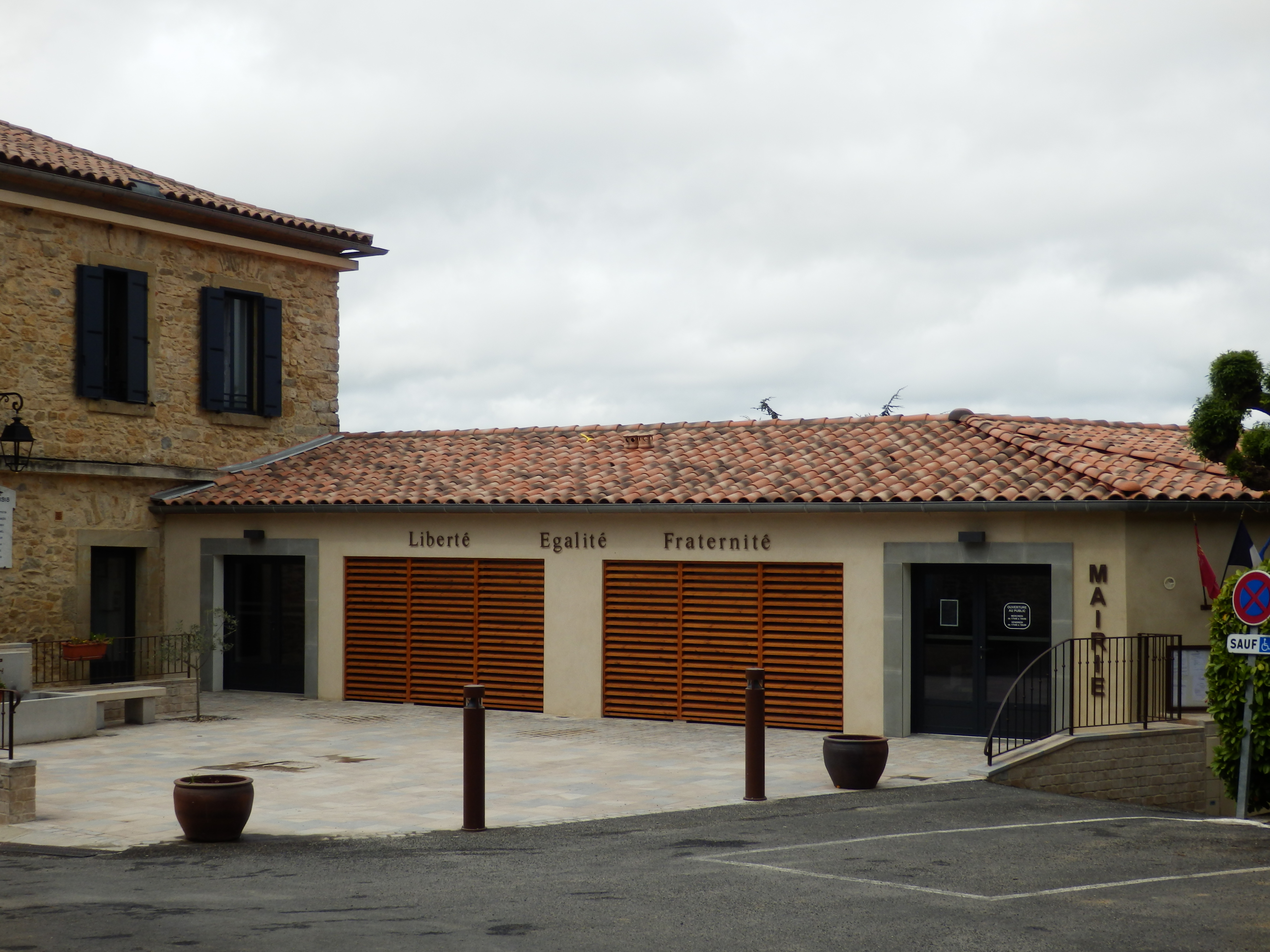
Mairie de Roquetaillade-et-Conilhac.

### Liste des maires
| Période      | Période  | Identité       | Étiquette | Qualité |
| ------------ | -------- | -------------- | --------- | ------- |
| Janvier 2019 | 2020     | Jean Siret     | PS        |         |
| 2020         | En cours | Dominique Azam |           |         |

### Communes déléguées
| Nom                     | Code Insee | Intercommunalité | Superficie (km2) | Population (dernière pop. légale) | Densité (hab./km2) |
| ----------------------- | ---------- | ---------------- | ---------------- | --------------------------------- | ------------------ |
| Roquetaillade (siège)   | 11323      | CC du Limouxin   | 11,35            | 210 (2016)                        | 19                 |
| Conilhac-de-la-Montagne | 11097      | CC du Limouxin   | 4,45             | 66 (2016)                         | 15                 |

## Population et société

### Démographie
L'évolution du nombre d'habitants est connue à travers les recensements de la population effectués dans la commune depuis sa création.

En 2022, la commune comptait 269 habitants, en évolution de −2,54 % par rapport à 2016 (France hors Mayotte : +2,11 %).
| 2015 | 2020 | 2022 |
| ---- | ---- | ---- |
| 376  | 273  | 269  |

## Culture locale et patrimoine

### Lieux et monuments
- Église Saint-Étienne de Roquetaillade.
- Église de la Sainte-Vierge de Conilhac-de-la-Montagne.
- Chapelle Sainte-Anne de Roquetaillade[20].

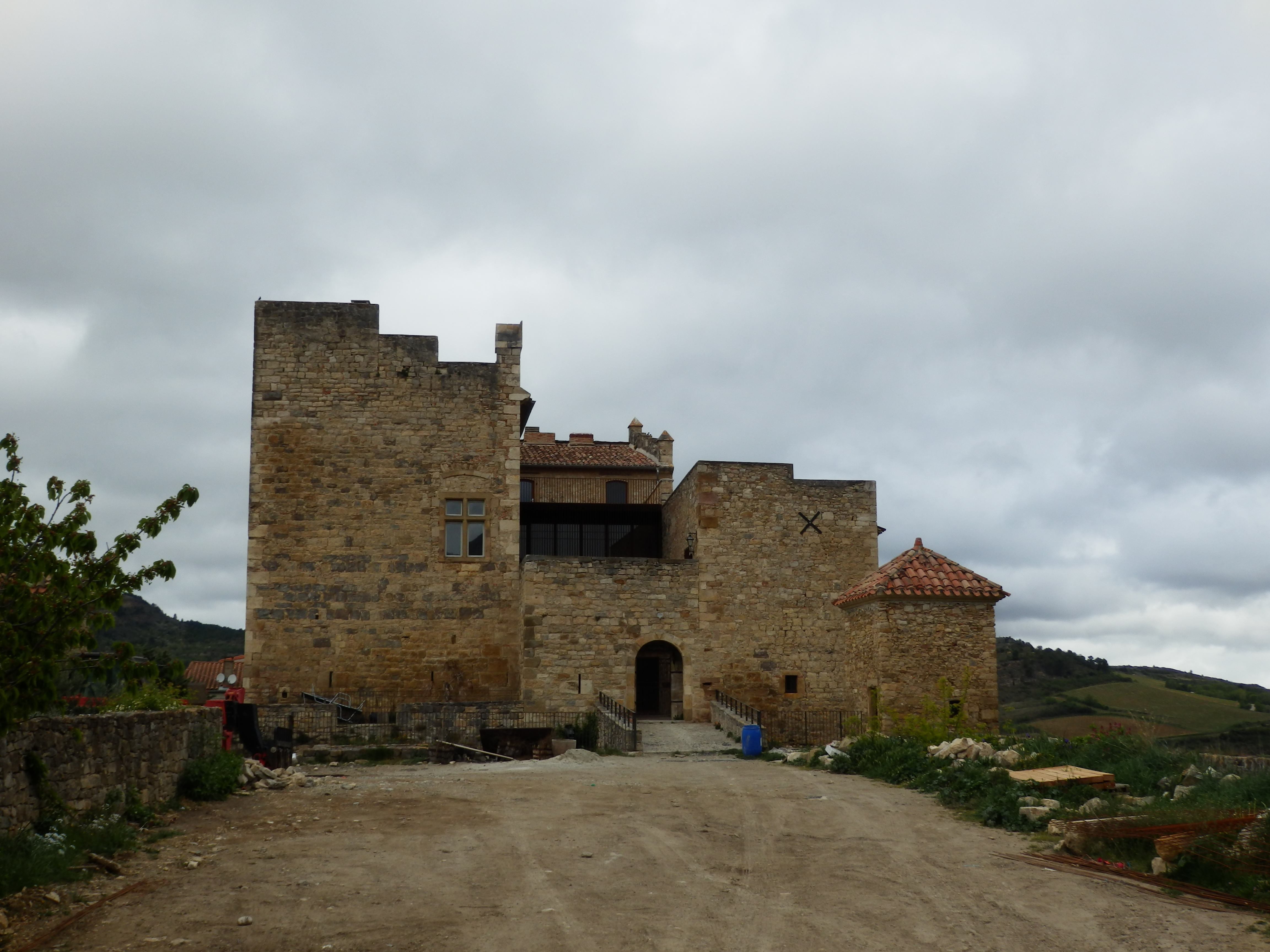
Château de Roquetaillade.
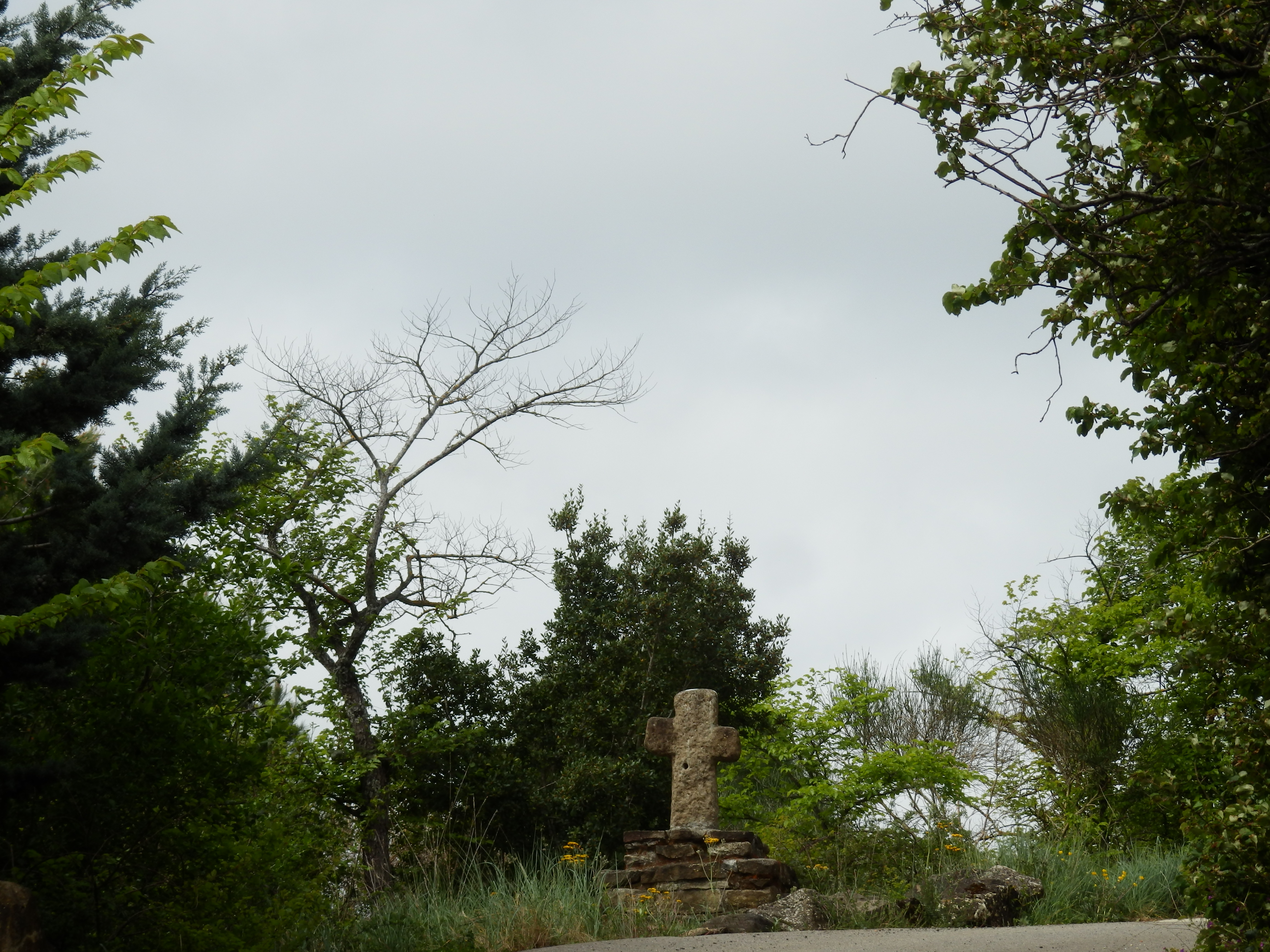
Calvaire à Conilhac-de-la-Montagne.
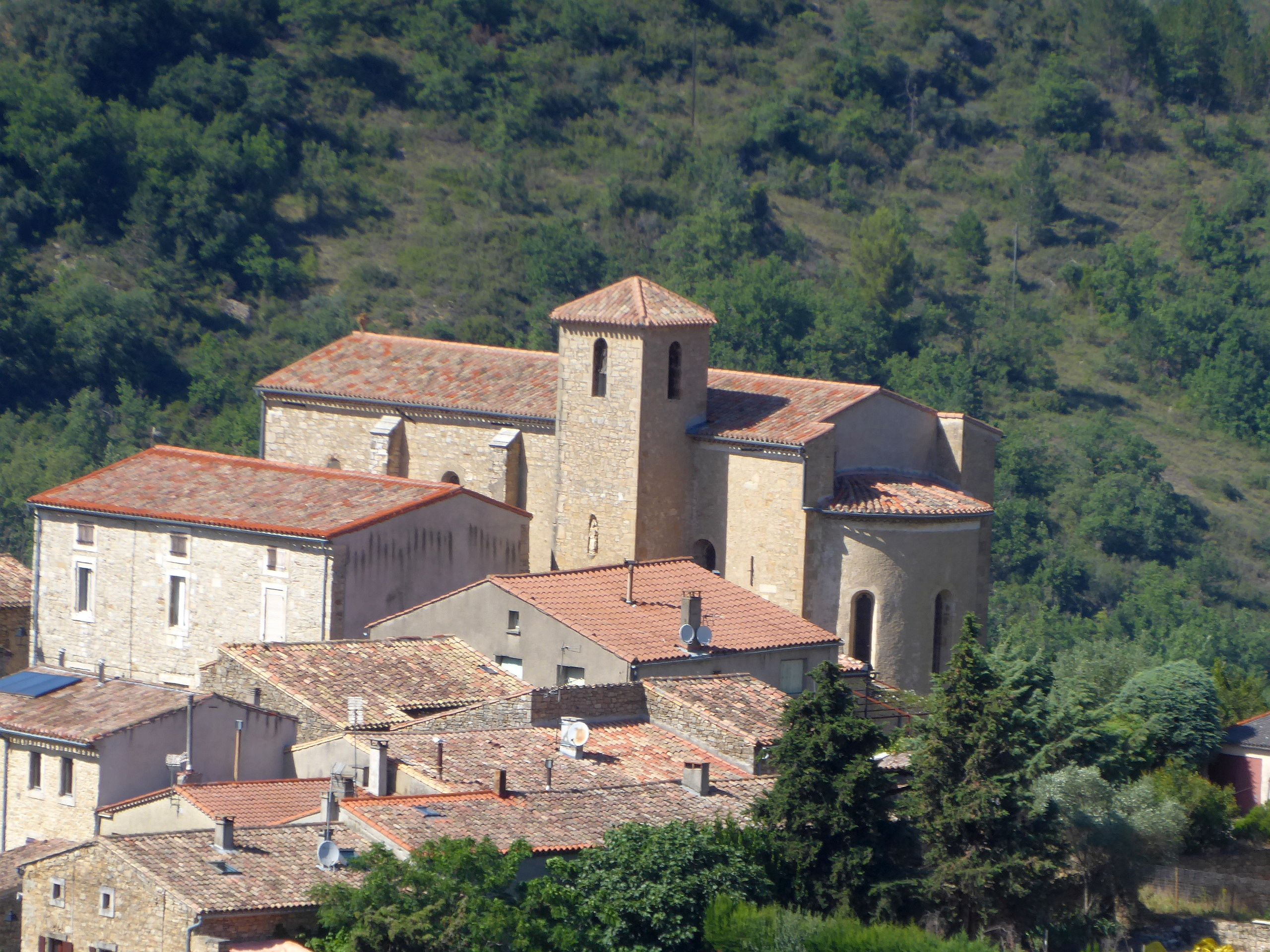
Église Saint-Étienne de Roquetaillade
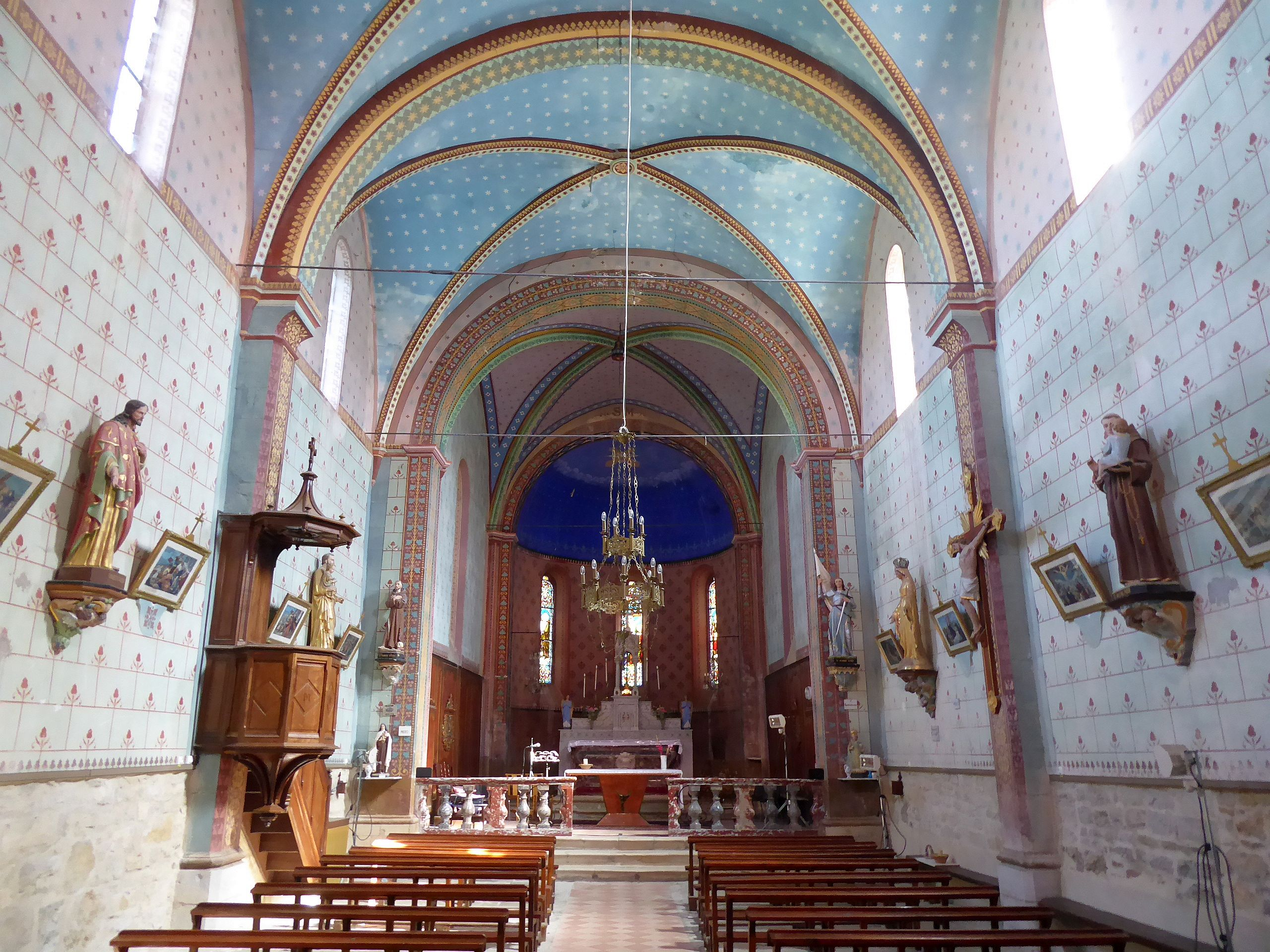
L'intérieur (la nef et le chœur) de l'Église Saint-Étienne de Roquetaillade
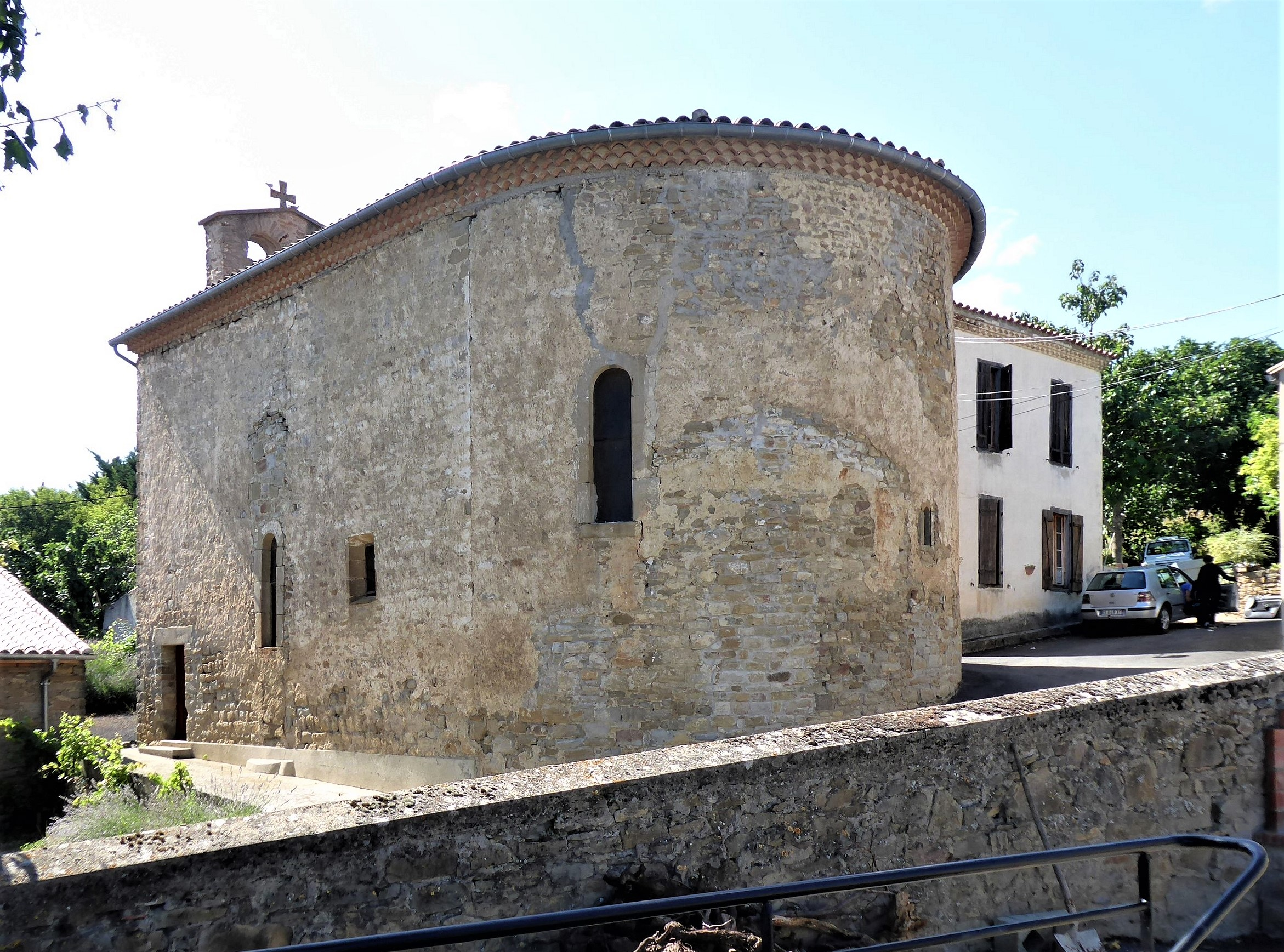
Église de la Sainte-Vierge de Conilhac-de-la-Montagne
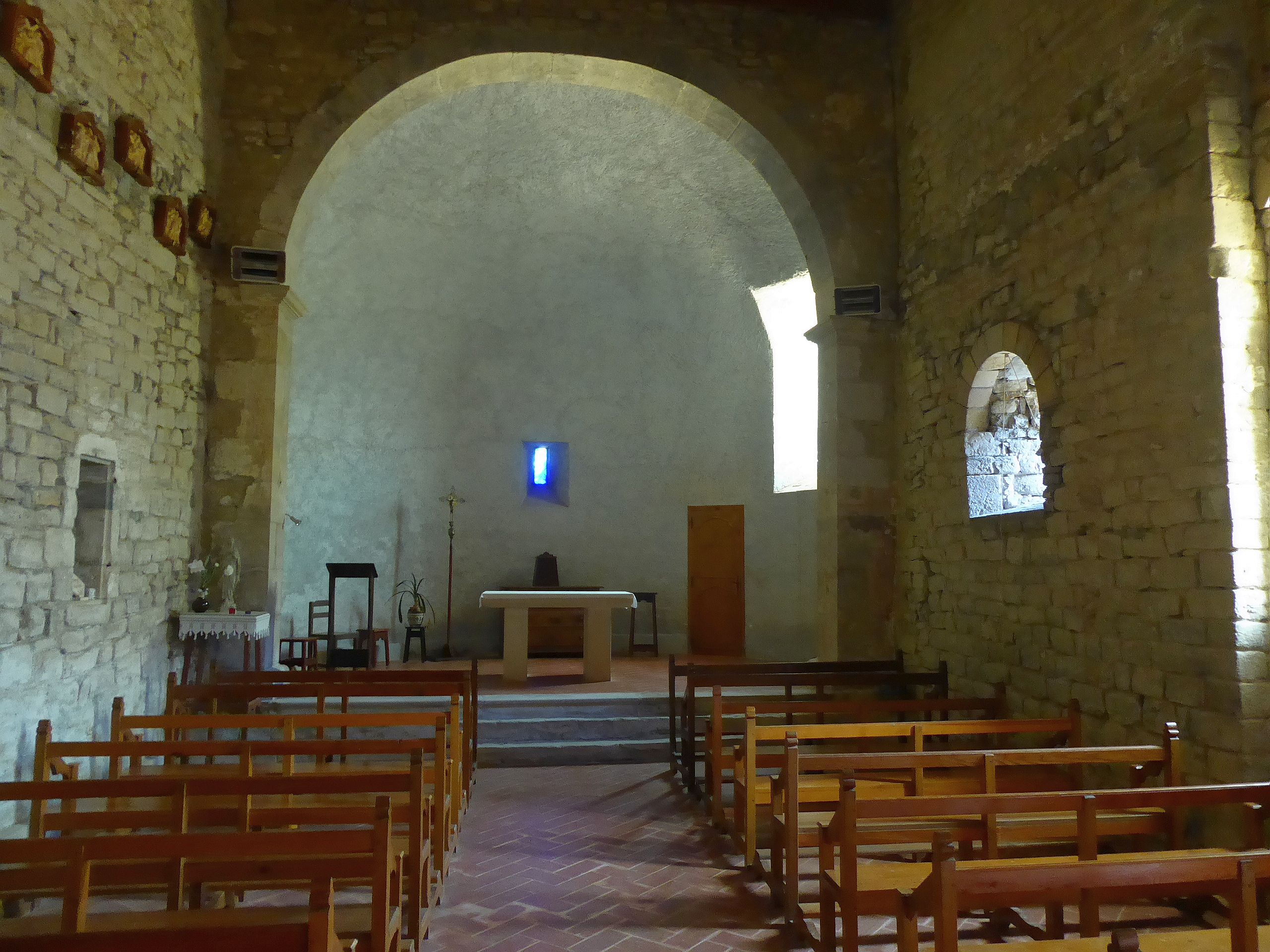
L'intérieur (la nef et le chœur) de l'Église de la Sainte-Vierge de Conilhac-de-la-Montagne
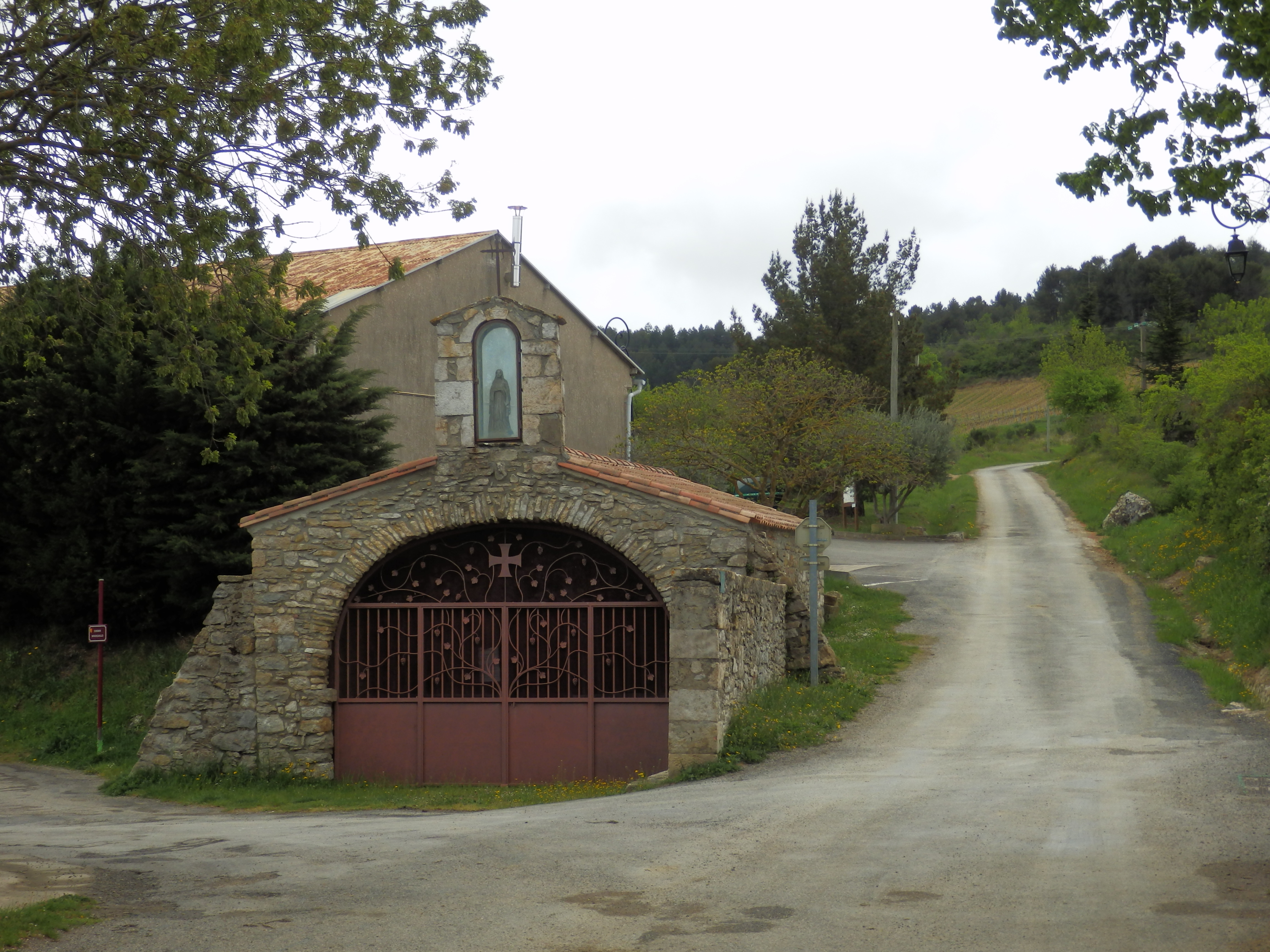
Chapelle Sainte-Anne à Roquetaillade

- Château de Roquetaillade
- Calvaire à Conilhac-de-la-Montagne
- Pic de Brau